# Cyrtanthus collinus
Cyrtanthus collinus är en amaryllisväxtart som beskrevs av Ker Gawl.. Cyrtanthus collinus ingår i släktet Cyrtanthus, och familjen amaryllisväxter. Inga underarter finns listade i Catalogue of Life.